# Acmaeodera acuta
Acmaeodera acuta (лат.) — вид жуков-златок рода Acmaeodera из подсемейства Polycestinae (Acmaeoderini). Распространён в Новом Свете (США). Кормовым растением имаго являются первоцвет обыкновенный; Eriophyllum lanatum, Rosa pisocarpa (Beer 1944:105); Achillea sp., Encelia virginiensis actoni, Rosa sp., Salix sp., Sphaeralcea sp. (Westcott, et al. 1979:170), а у личинок — Quercus garryana (Beer 1944:106). Вид был впервые описан в 1860 году американским колеоптерологом Джоном Лоуренсом Леконтом (John Lawrence LeConte, 1825—1883).